# Paul Linder
Paul Linder (* 10. Dezember 1897 in Lennep; † 16. Oktober 1968 in Lima
, Peru) war ein deutscher Architekt.

## Leben
Linder war Bauhaus-Schüler. Er war Schwiegersohn und zeitweilig Mitarbeiter von Alfred Breslauer. Zu seinen bekanntesten Arbeiten gehört das in Zusammenarbeit mit dem Schweizer Architekten Ernst Rentsch gebaute Atelierhaus für den Bildhauer Georg Kolbe in Berlin.
1929 heiratete er die jüdischstämmige Johanna Ruth Breslauer. 1931 und 1933 wurden zwei Söhne geboren. 1939 musste seine Ehefrau den Zwangsnamen „Sara“ annehmen. Im selben Jahr emigrierten sie in die peruanische Hauptstadt Lima. Dort starb Linder 1968.

## Bauten
- 1929: Atelierhaus Georg Kolbe, Berlin
- Landhaus L. in Berlin-Dahlem
- Landhaus F. Berlin-Nikolassee
- Landhaus Qu. in Babelsberg
- Landhaus Sch. in Berlin-Dahlem
- Landhaus St. in Berlin-Dahlem
- Landhaus H. in Berlin-Nikolassee

(alle vor 1939)